# Al Hoceima Nationalpark
Al Hoceima Nationalpark ( arabisk: المنتزه الوطني للحسيمة , Tarifit : Afrag Anamur n Lhusima) er en nationalpark beliggende uden for byen Al Hoceima i Marokko. Den dækker et område på 480 km2, hvoraf 196 km2 er hav. Parken blev oprettet i 2004 og forvaltes af Haut-Commissariat des eaux et forêts et de la lutte contre la désertification.

## Geografi
Parken grænser mod nord til Middelhavskysten på en strækning af 50   km og når i syd til nationalvejen 16. Al Hoceima nationalpark har nogle af de mest uspolerede kystområder på den nordlige kyst af Marokko, samt høje klipper og et bjergrigt indre. Den landfaste del ligger i Ibaqouyenstammens område i Rifbjergene og omfatter arealer i fem kommuner, der fra vest til øst er kystkommunerne Bni Boufrah, Senada, Rouadi og Izemmouren (mellem Bni Gmil og Al Hoceima) samt Ait Kamara syd for Izemmouren. 
Parken er kendetegnet ved høje kalkstensklipper og en vild næsten uberørt klippekyst. 

## Flora
Der er registreret hundrede og ti arter af karplanter i nationalparken. Blandt træerne kan nævnes sandaractræ, (Tetraclinis articulata) , Aleppofyr, den mastikstræ, vilde oliven, johannesbrødtræ, kermeseg, eg, dværgpalme og jujube. Mellem klipper og sten vokser buske og græs, der giver en række forskellige levesteder til vilde dyr.
Den marine zone er påvirket af både Middelhavet og Atlanterhavet. Det er domineret af Tang (alge)skove af Cystoseira sp., Saccorhiza polyschides, Laminaria ochroleuca, Laminaria rodreguizii, Phyllariopsis purpurascens og Phyllariopsis brevipes, hvor der er registreret 264 arter af tang.

## Fauna
Blandt de mange arter af havfugle findes der en stor koloni med fiskeørn. Vandet i Middelhavet er hjemsted for tre arter af delfiner: den almindelige delfin, øresvin og den stribede delfin . Havgrotterne giver undertiden ly for de truede Middelhavsmunkesæler. Uægte karette, læderskildpadde og suppeskildpadde findes i området, og over hundrede arter af fisk er blevet registreret her, såvel som den sjældne kæmpemusling Patella ferruginea.